# Sonja Johnsson
Sonja Sofia Valfrida Johnsson (posteriorment Dymling, Estocolm, 7 d'agost de 1895 – Estocolm, 18 de juny de 1986) va ser una nadadora sueca que va competir als Jocs Olímpics d'Estiu de 1912, la primera vegada que es permetia a les dones competir en natació als JJOO.
Hi disputà dues proves del programa de natació. En la prova dels 100 metres lliures quedà eliminada en sèries, mentre que en la prova dels relleus 4x100 metres lliures fou quarta amb l'equip suec, formant equip amb Greta Johansson, Greta Carlsson i Vera Thulin.
El seu nebot Stein Johnsson va disputar amb Noruega la competició de llançament de disc dels Jocs de 1948, on va quedar vuitè, i de 1952.